# Clarendon, Québec
Clarendon är en kommun i provinsen Québec i Kanada. Den ligger i regionen Outaouais, i den sydöstra delen av landet, 70 km väster om huvudstaden Ottawa. Antalet invånare var 1 392 vid folkräkningen 2021. Landarean är 330 kvadratkilometer.
Kommunen är officiellt tvåspråkig (franska och engelska), med 84 % engelsktalande och 16 % fransktalande (modersmålstalare) vid folkräkningen 2021.